# بط أبيض الوجه

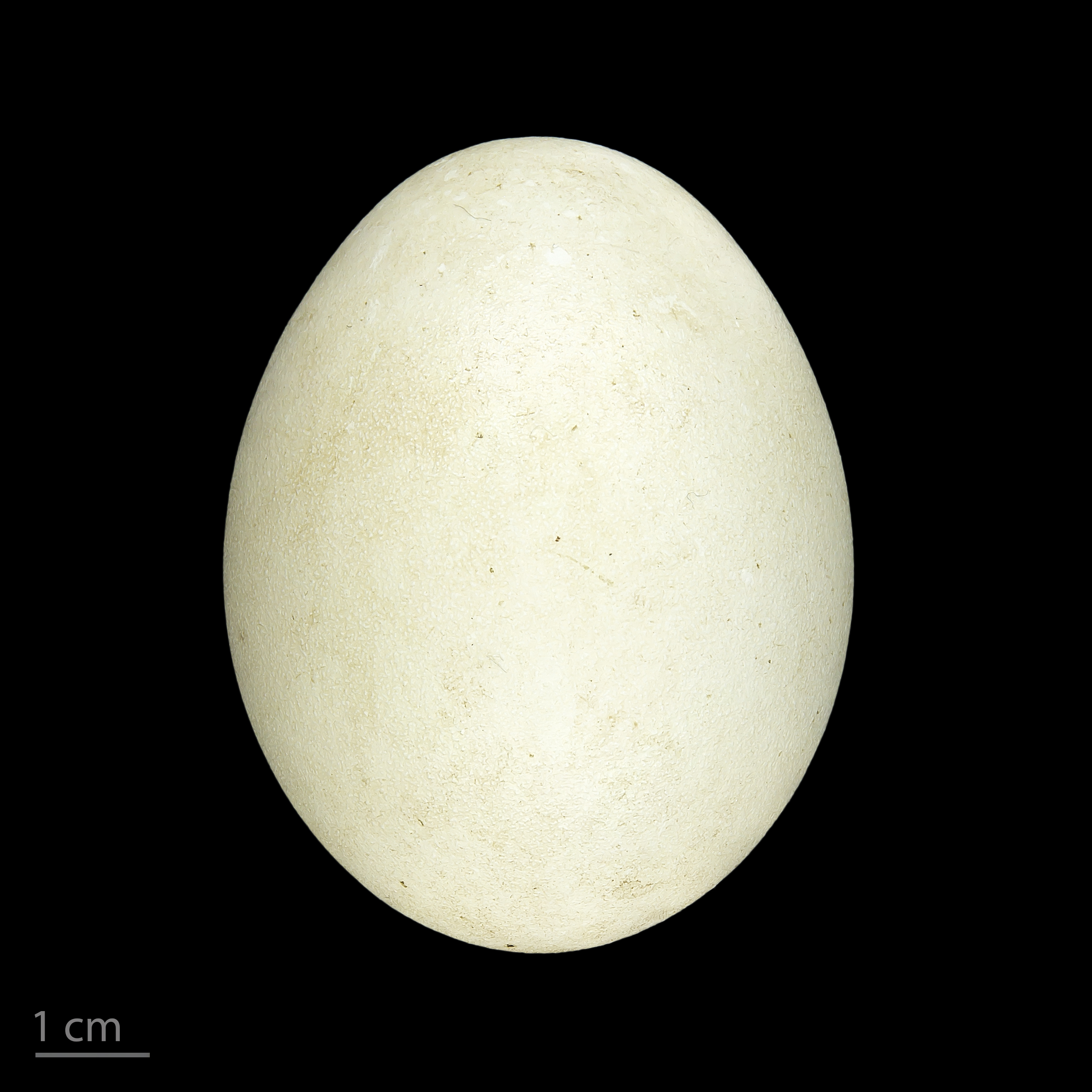
Oxyura leucocephala

بط أبيض الوجه (الاسم العلمي: Oxyura  leucocephala) (بالإنجليزية: Whiteheaded  Duck)‏ هو طائر ينتمي إلى إوزيات (فصيلة: Anatidae).
تتميز بأنها ذات منقار منبسط وذيل صلب، تستوطن البحيرات الشاطئية ومستنقعات المياه العذبة، خاصة مناطق جنوب أوربا، تركيا، يوغسلافيا سابقا، وشمال إفريقيا حيث تعتبر منطقة تونقا في أقصى شمال شرق الجزائر وهي بحيرة شاطئية من أهم مستوطناتها والتي تتكاثر فيها